# Euderces picipes
Euderces picipes là một loài bọ cánh cứng trong họ Cerambycidae.